# Salvador a 2004. évi nyári olimpiai játékokon
Salvador a görögországi Athénban megrendezett 2004. évi nyári olimpiai játékok egyik részt vevő nemzete volt. Az országot az olimpián 6 sportágban 7 sportoló képviselte, akik érmet nem szereztek.

## Atlétika
Férfi
| Versenyző        | Versenyszám | Előfutam | Előfutam | Előfutam | Elődöntő | Elődöntő | Elődöntő | Döntő   | Döntő    |
| Versenyző        | Versenyszám | Idő      | Hely.    | Össz.    | Idő      | Hely.    | Össz.    | Idő     | Helyezés |
| ---------------- | ----------- | -------- | -------- | -------- | -------- | -------- | -------- | ------- | -------- |
| Takeshi Fujiwara | 400 m       | 48,46    | 6.       | 55.      | kiesett  | kiesett  | kiesett  | kiesett | kiesett  |

Női
| Versenyző          | Versenyszám | Előfutam      | Előfutam      | Előfutam      | Döntő   | Döntő    |
| Versenyző          | Versenyszám | Idő           | Hely.         | Össz.         | Idő     | Helyezés |
| ------------------ | ----------- | ------------- | ------------- | ------------- | ------- | -------- |
| Elizabeth Zaragoza | 5000 m      | nem ért célba | nem ért célba | nem ért célba | kiesett | kiesett  |

## Íjászat
Férfi
| Versenyző      | Versenyszám | Selejtező | Selejtező | 64-es főtábla                          | 32-es főtábla     | Nyolcaddöntő      | Negyeddöntő       | Elődöntő          | Döntő             | Helyezés |
| Versenyző      | Versenyszám | Pont      | Kiemelt   | Ellenfél Eredmény                      | Ellenfél Eredmény | Ellenfél Eredmény | Ellenfél Eredmény | Ellenfél Eredmény | Ellenfél Eredmény | Helyezés |
| -------------- | ----------- | --------- | --------- | -------------------------------------- | ----------------- | ----------------- | ----------------- | ----------------- | ----------------- | -------- |
| Ricardo Merlos | Egyéni      | 630       | 51.       | Wietse van Alten (NED) (14.) · 151-152 | kiesett           | kiesett           | kiesett           | kiesett           | kiesett           | 35.      |

## Kerékpározás

### Országúti kerékpározás
Női
| Versenyző     | Versenyszám   | Idő             | Helyezés |
| ------------- | ------------- | --------------- | -------- |
| Evelyn García | Mezőnyverseny | 3:28:39 (+4:15) | 35.      |

### Pálya-kerékpározás
Üldözőversenyek
| Versenyző     | Versenyszám              | Selejtező | Selejtező | Elődöntő     | Elődöntő  | Elődöntő | Döntő        | Döntő     | Döntő    |
| Versenyző     | Versenyszám              | Idő       | Hely.     | Ellenfél Idő | Saját idő | Hely.    | Ellenfél Idő | Saját idő | Helyezés |
| ------------- | ------------------------ | --------- | --------- | ------------ | --------- | -------- | ------------ | --------- | -------- |
| Evelyn García | Női egyéni üldözőverseny | 3:56,055  | 12.       | kiesett      | kiesett   | kiesett  | kiesett      | kiesett   | kiesett  |

## Sportlövészet
Női
| Versenyző      | Versenyszám | Selejtező | Selejtező | Döntő   | Döntő    |
| Versenyző      | Versenyszám | Pont      | Helyezés  | Pont    | Helyezés |
| -------------- | ----------- | --------- | --------- | ------- | -------- |
| Patricia Rivas | Légpuska    | 393       | 20.*      | kiesett | kiesett  |

* - egy másik versenyzővel azonos eredményt ért el

## Súlyemelés
Női
| Versenyző | Versenyszám | Szakítás | Szakítás | Lökés    | Lökés    | Összesen | Helyezés |
| Versenyző | Versenyszám | Eredmény | Helyezés | Eredmény | Helyezés | Összesen | Helyezés |
| --------- | ----------- | -------- | -------- | -------- | -------- | -------- | -------- |
| Eva Dimas | 75 kg       | 105,0    | 11.      | 125,0    | 11.      | 230,0    | 11.      |

## Úszás
Női
| Versenyző    | Versenyszám | Előfutam | Előfutam | Előfutam | Döntő   | Döntő    |
| Versenyző    | Versenyszám | Idő      | Hely.    | Össz.    | Idő     | Helyezés |
| ------------ | ----------- | -------- | -------- | -------- | ------- | -------- |
| Golda Marcus | 400 m gyors | 4:22,27  | 2.       | 33.      | kiesett | kiesett  |
| Golda Marcus | 800 m gyors | 8:59,81  | 1.       | 21.      | kiesett | kiesett  |